# Luke Ravenstahl
Luke Ravenstahl (né le 6 février 1980 à Troy Hill, quartier de Pittsburgh dans l'État de la Pennsylvanie) est le maire de sa ville natale du 1er septembre 2006 au 6 janvier 2014. Il est le plus jeune maire de l'histoire de la ville ainsi que le maire le plus jeune d'une grande ville de toute l'histoire des États-Unis.

## Biographie
Luke Ravenstahl fait ses études au sein de North Catholic High School dont il obtient le diplôme en 1998, puis il étudie au Washington & Jefferson College avant de passer par l'université de Pittsburgh. Ravenstahl épouse Erin Lynn Feith en juillet 2004 et fait partie de l'Église catholique romaine
Initialement président du conseil municipal, il devient maire en septembre 2006 après le décès du maire en exercice puis est réélu à l'âge de 27 ans début novembre 2007, puis de nouveau en novembre 2009.